# Grand Lieu Communauté
Die Grand Lieu Communauté ist ein französischer Gemeindeverband mit der Rechtsform einer Communauté de communes im Département Loire-Atlantique in der Region Pays de la Loire. Sie wurde am 23. Juni 1993 gegründet und umfasst neun Gemeinden. Der Verwaltungssitz befindet sich im Ort La Chevrolière.

## Historische Entwicklung
Der Gemeindeverband beschloss 2021 die Änderung des bisherigen Namens Communauté de communes de Grand Lieu auf den aktuellen Namen.

## Mitgliedsgemeinden
| Gemeinde                     | Einwohner 1. Januar 2022 | Fläche km² | Dichte Einw./km² | Code INSEE | Postleitzahl |
| ---------------------------- | ------------------------ | ---------- | ---------------- | ---------- | ------------ |
| Geneston                     | 3.691                    | 8,04       | 459              | 44223      | 44140        |
| La Chevrolière               | 6.342                    | 32,56      | 195              | 44041      | 44118        |
| La Limouzinière              | 2.468                    | 29,54      | 84               | 44083      | 44310        |
| Le Bignon                    | 3.967                    | 27,54      | 144              | 44014      | 44140        |
| Montbert                     | 3.346                    | 28,24      | 118              | 44102      | 44140        |
| Pont-Saint-Martin            | 6.942                    | 21,88      | 317              | 44130      | 44860        |
| Saint-Colomban               | 3.499                    | 35,72      | 98               | 44155      | 44310        |
| Saint-Lumine-de-Coutais      | 2.390                    | 17,64      | 135              | 44174      | 44310        |
| Saint-Philbert-de-Grand-Lieu | 9.392                    | 58,81      | 160              | 44188      | 44310        |
| Grand Lieu Communauté        | 42.037                   | 259,97     | 162              | –          | –            |

## Wirtschaft
Die neun Gemeinden leben im Wesentlichen von der Landwirtschaft, speziell dem Weinbau – der Muscadet-Côtes de Grandlieu hat im Jahr 1994 eine eigene Appellation d’Origine Contrôlée (AOC) erhalten.